# Indohya incomperta
Espèce
Indohya incomperta est une espèce de pseudoscorpions de la famille des Hyidae.

## Distribution
Cette espèce est endémique du Pilbara en Australie-Occidentale. Elle se rencontre à 105 kilomètres à l'Ouest-Nord-Ouest de Newman vers West Angelas.

## Description
La protonymphe holotype mesure 1,25 mm.

## Systématique et taxinomie
Cette espèce a été décrite par Harvey et Burger en 2023.

## Publication originale
- Harvey, Burger, Abrams, Finston, Huey & Perina, 2023 : « The systematics of the pseudoscorpion genus Indohya (Pseudoscorpiones: Hyidae) in Australia. » Zootaxa, no 5342(1), p. 1-119.